# De Simiane
I de Simiane furono una famiglia provenzale che regnò nei paesi d'Apt e di Gordes durante tutto il Medioevo. Prese il suo nome da Simiane-la-Rotonde, comune della regione della Provenza-Alpi-Costa Azzurra.

## Storia
La Famiglia dei de Simiane iniziò con Guiraud I de Simiane (1095-1177), Signore di Caseneuve, Apt e Gordes, figlio di Raimbaud I d'Agoult (1060-/1113) e di Sancie de Simiane (1075-1122) che si risposò nel 1120 con Guillaume Guillaume II d'Orange d'Omelas, morto nel 1160. Guiraud I sposò prima Almucs de Castelnau e dopo con Galburge de Forcalquier. Dalla prima moglie ebbe: Guiraud II padre di Guidet sposato nel 1240 con Isoarde de Signes e Rostaing III (1150-/1229) marito di Roscie di Marsiglia e padre di Bertrand Raimbauld I che sposò nel 1228 Béatrix de Mison, di Mathilde moglie di Fouquet de Pontevès e di Garsende morta nel 1231, moglie di Pierre Amic.
Bertrand Raimbauld I de Simiane, figlio di Rostaig III, sposò nel 1228 Béatrix de Mison e fu padre di Bertrand Raimbaud III marito di Mabille Adhémar de Monteil de Grignan (1235-1310) (vedi Adhémar de Monteil (famiglia)), padre di: Bertrand marito di Mathilde de Cotignac morto nel 1311, Rose moglie di Guillaume Guillaume Oger I de Forcalquier, Raimbaulde (1263-1313) moglie di Bermond I d'Anduze morto nel 1301, Thiburge sposata nel 1302 con Guillaume Guillaume Oger II d'Oze (1268-1308), Mabille moglie di Foulques Foulques IV de Pontevès morto nel 1319.
Guidet de Simiane, figlio di Guiraud II, fu padre di Raimbauld (1215-1270), marito di Marcelle de Pontevès e padre di: Guirand V marito di Etiennette de Blacas (1265-1311) e di Guirand Guirand IV padre di Raimbauldette sposata con Raymond des Baux Laurenti, morto nel 1272. Guirand V morto nel 1333 fu il padre di: Guirand VI marito di Mabile d'Arpajon padre di Guirand VII marito prima di Marie di Marsiglia e poi, nel 1385, di Béatrice de Villeneuve-Vence, di Isoarde moglie di Odilon de Châteauneuf du Tournel (1310-1326) e di Tiburge moglie di Guillaume de Nogaret. I figli di Guirand VII furono: Guinot marito di Delphine de Sabran, Isabelle moglie di Raymond de Montauban e Bèrenger (1355-1420) signore di Caumont che sposò Mabile de Sabran e fu padre di Louis, morto nel 1461, che sposò Louise de Pontevès. I figli di Louis furono: Etienne (1425-1505), signore di Châteauneuf, marito di Colette d'Ancézune, Barthélémy marito di Madeleine de Villeneuve, Léonarde moglie di Boniface de Castellane, signore di Fos e Guillemette morta nel 1508.
Guinot, figlio di Guirand VII, fu padre di Bertrand Raimbaud (1382-1448) marito di Marguerite de Pontevès che a sua volta fu padre di Jacque Raimbaud marito di Honorade de Marseille e di Isabelle moglie di Bertrand de Pontevès. Jacque Raimbaud, figlio di Bertrand Raimbaud III, fu padre di Guirand marito di Marguerite de Forbin e di Marie moglie di Pierre de Forbin. Bertrand Raimbaud IV (1485-1558), figlio di Guirand che sposò Pierrette de Pontevès e fu padre di Bertrand Raimbaud V e (1513 - 1578) marito di Guigonne Alleman (1535-1573), di Gaspard marito di Catherine Mitte de Chevrières e di Charles marito di Matilde di Savoia.
Melchion de Simiane, figlio di Etienne, marito di Louise Odoard fu padre di: Louis signore di Cederon (1510-1588) che partecipò alla Battaglia di Lepanto, sposò Françoise Guillen, e fu padre di Antoine marito di Lucrèce de Claret. Louis (1588-1654).

## Ramo italiano: Simiana dei marchesi di Pianezza
Carlo di Simiana (de Simiane), (1608-1677), figlio di Bertrand Raimbaud IV e di Pierrette de Pontevès  sposò nel 1607 Matilde di Savoia, marchesa di Pianezza, figlia del duca Emanuele Filiberto I di Savoia e di Beatrice di Langosco, suo figlio Carlo Emanuele Filiberto (1608-1677) sposò nel 1630 Giovanna Arborio di Gattinara ed ebbero due figli: Carlo (1634-1706), creato Principe di Montafia con breve pontificio di Clemente X datato 27 agosto 1672 (gli veniva altresì concesso il diritto di battere moneta), nonché marchese di Pianezza e Livorno che sposò nel 1659 Giovanna Maria Grimaldi (vedi Grimaldi (famiglia)) e Maria Francesca Cristina che sposò, nel 1660, Francesco Lodovico Ferrero Fieschi (1638-1685) principe di Masserano. Carlo di Simiana (1634-1706) si sposò due volte, nel 1659 con Giovanna Maria Grimaldi e nel 1695 con Anna Cristina Isnardi di Castello. Dal primo matrimonio ebbe: Maria Delfina (1670-1725) che sposò Michele Imperiali (1673-1738), principe di Francavilla, dal secondo matrimonio ebbe: Maria Giovanna Amabilia (1695-1747) moglie di Ignazio Giambattista Isnardi di Castello, marchese di Caraglio, Lenoncourt, Balinvil e conte di Sanfré.

## Ramo de Simiane d'Esparron
Il ramo d'Esparron si creò nel 1654 con i due figli di Louis de Simiane marchese d'Esparron: Louis I e François. Louis I morto nel 1718, luogotenente generale della Provenza nel 1715, sposò nel 1695 Pauline d'Adhémar de Grignan, (vedi Adhémar de Monteil (famiglia), figlia di Françoise Marguerite de Sévigné che a sua volta era figlia di Madame de Sévigné. I figli di Louis I furono: Anne suora benedettina, Sophie che sposò nel 1723 il marchese de Villeneuve-Vence e Julie moglie di Jean-Baptiste de Castellane. François (1674-1734) partecipò alle ultime campagne di Luigi XIV di Francia. Lasciò tutti i suoi beni a suo nipote Antoine Charles Augustin de Simiane marito di Marie-Louise de Saint-Quentin, contessa di Blet, e padre di Alexis Charles Alexandre e di Louis Joseph, ultimi rappresentanti di questo ramo.

## Ramo de Tournon Simiane
Jacques de Tournon Simiane, figlio di Jean Antoine, signore di Meyres morto nel 165 e di Marie Louise de Simiane Moncha, marchesa de Villeneuvericevette i beni e il nome Simiane nel 1746 dalla prozia Anne de Simiane, figlia di Edme Claude de Simiane e di d'Anne Claude Renée de Ligniville. Jaqcques si sposò nel 1774 con Marie Alix Aldonce Philippine Eugénie Geneviève de Seytres Caumont ed ebbe: Claude marito di Marie de Mascon, Pauline moglie di Antoine François Louis Richard de Vernouxd morto nel 1822, Philippe marito di Augustine Mayneaud de Bizefranc (1791-1867), Alix Eugène marito di Adéle Renée d'Autric de Vintimille, Just Hippolyt marito di Jeannette Pierrette Murard d'Yvour, Mèlanie moglie di Antoine Jacques du Fournel, Alix moglie di Charles Joseph Maurice de Seytres-Caumont, Alexandrine Philippine Rose Hélène moglie di Henri François Joseph d'Hérisson, Hortense moglie di Jean Antoine de Romanet, Louise moglie di Aimé Jean Louis Marie de Taffanel de Jonquière.

## Ramo de Simiane-lez-Aix
Fondatore di questo ramo fu François Léon, marchese de Simiane-lez-Aix, morto nel 1782, figlio di Joseph e di Marguerite de Valbelle, marito di Anne Emilie de Félix d'Olières, figlia de Philippe Louis de Félix d'Olières e di Madeleine de Tressemanes. I figli di François Léon furono: Toussaint Alexandre Henri François Joseph Joachim, nato nel 1782, Pauline che lasciò i suoi beni a suo nipote Jean-Paul de Tressemanes-Brunet, figlio di Louis Raymond Désiré de Tressemanes e di Pauline Françoise d'Ainezy-Montpezat.

## Esponenti della casa de Simiane
- Laugier de Simiane (1103-1130, vescovo d'Apt dal 1103-1130 figlio di Rostang d'Agoult e di de Gisle de Nizza,[9]
- Bertrand Raimbaud I V de Simiane (1485-1558) barone di Gordes, luogotenente generale del Delfinato, compagno d'armi di Bayard partecipò nel 1521 alla difesa di Mézières
- Baptiste de Simiane, vescovo d'Apt dal 1560 al 1571
- François de Simiane governatore nel 1564 del Marchesato delle Isole d'Oro
- François de Simiane, vescovo d'Apt dal 1571 al 1582
- Louis Armand de Simiane de Gordes vescovo di Langras morto nel 1695
- Claude-Ignace-Joseph de Simiane de Gordes vescovo di Saint-Paul-Trois-Châteaux morto nel 17 décembre 1767
- Anne Marie Christiane de Simiane sposò nel 1720 Emanuele Teodosio de La Tour d'Auvergne figlio di Goffredo Maurizio de La Tour d'Auvergne e di Maria Anna Mancini. Maria Anna Mancini era figlia di Lorenzo Mancini e di Geronima Mazarino (1614 – 1656), sorella del cardinale Giulio Mazzarino. Una nipote di Anne Marie Christiane de Simiane, Carlotta di Rohan-Soubise (1737 – 1760), sposò nel 1753 a Luigi Giuseppe di Borbone-Condé (1736 – 1818)
- Claire Christine d'Agoult, marchesa di Charnacé (1830-1912), scrittrice e giornalista.

## Famiglie imparentate con i de Simiane
Adhémar de Monteil (famiglia), d'Anduze, d'Agoult d'Alleman, d'Ancezune, d'Ainezy-Montpezat, Arborio di Gattinara, de Arpajon,, Asinari di San Marzano, d'Aviz, de Baux-del Balzo, de Blacas, Borbone, Borbone-Condé, Brancas, de Castellane, de Châteauneuf du Tournel, de Claret, Colonna (famiglia), de Cotignac, de Crussol, Escoubleau de Sourdis, Este, de Félix d'Olières, Ferrero Fieschi, de Forbin, de Fournel, de Granet, Grimaldi (famiglia), d'Hérisson, Imperiali, Isnardi di Castello, Des Isnards, de Ligniville, de Malain, Mancini (famiglia), Mayneaud de Bizefranc, de Mascon, de Mévouillon, de Mison, de Monteynard, Murard d'Yvour, de Nogaret, de Pontevès, d'Olières. Porcellets, Portes, de Romanet, de Sabran, de Saint-Quentin, Casa Savoia, de Seytres Caumont, Sforza, de Signes, de Sévigné, Spinola, de Taffanel de Jonquière, de Tournon, de Tressemanes, Trivulzio (famiglia), de Valbelle, Valois, de Vachon, de Vernouxd, de Villeneuve, de Vintimille.

## Genealogia parziale
Guirand d'Agoult "de Simiane", signore di Caseneuve (c.1100 - 1164) - sposò Aselmois:
1. Guirand II, signore d'Apt (1150 - ?) - sposò Huguette:
  1. Guidet, signore di Simiane e Caseneuve - sposò Isoarde de Signes:
    1. Raimbaud, signore d'Apt (? - dopo il 1272) - sposò Marcelle de Pontevès:
      1. Fresca - sposò Bertrand de Rainaud: con discendenza;
      2. Guirand V, signore d'Apt, de Caseneuve et de Gordes (? - dopo il 1322):
        1. Guirand VI, signore d'Apt e Caseneuve (1285 - dopo il 1333) - sposò Mabille d'Arpajon (1305 - ?):
          1. Isoard Yolande (c.1320 - prima del 1357) - sposò Odilon Guérin de Châteauneuf, barone du Tournel (c.1285 - 1374): con discendenza;
          2. Guirand VII, signore d'Apt (1330 - dopo il 1385) - sposò Marie de Signes (1330 - 1390):
            1. Bérenger, signore de Châteauneuf (1355 - 1420) - sposò Mabille de Sabran:
              1. Louis, signore (1390 - 1461) - sposò Louise de Pontèves:
                1. Etienne, signore de Châteauneuf (1425 - 1503) - sposò Colette d'Ancezune:
                  1. Françoise
                  2. Melchion (1475 - 1536) - sposò Louise Odoard:
                    1. Louis, signore di Vers e Cederon (1510 - 1588) - sposò Françoise de Guilhens:
                      1. Baptistine
                      2. Antoine, signore di Cederon e Queyrane - sposò Lucrèce de Claret de Truchenu:
                        1. Louis II, signore di Truchenu (1588 - 1654) - sposò Louise de Monteynard:
                          1. Charles Louis, marchese d'Esparron (1625 - ?) - sposò Magdelaine Hay de Coeslin du Châtelet:
                            1. Marie Anne (1665 - 24 dicembre 1703) - sposò Jacques de Berenger de Gua (1645 - 1728): con discendenza;
                            2. Louis III, marchese di Simiane e Esparron (1671 - 23 febbraio 1718) - sposò Pauline Adélaïde de Castellane, contessa de Grignan:
                              1. Madeleine Sophie (1701 - 1769) - sposò Alexandre Gaspard de Villeneuve, marchese di Vence: con discendenza;

                        2. Charles, signore d'Esparron (1613 - 1668) - sposò Marthe de Calignon:
                          1. Charles (? - 1687) - sposò Jeanne Françoise de Camaret:
                            1. Alexis Elzéar - sposò Catherine de Sabatier de Vauras:
                              1. Antoine Charles Augustin - sposò Marie Louise de Saint Quintin de Blet:
                                1. Charlotte Aglaé Catherine - sposò Maximilien Malon, marquis de Bercy: con discendenza;

                    2. Jeanson, signore di Chateauneuf - sposò Geneviève Odoard:
                      1. Joachim, signore - sposò Victoire Grimaldi:
                        1. Anne - sposò François de Simiane, signore de La Coste (1579 - 1624): con discendenza;
                        2. Diane - sposò Jean-Baptiste de Forbin: con discendenza;

                2. Léonarde Eléonore - sposò Boniface de Castellane de la Verdière (1420 - 1483): con discendenza;
                3. Barthélémy, signore de La Coste (1450 - 1499) - sposò Mateline de Villeneuve (1464 - ?):
                  1. Marguerite - sposò Ange de Pontevès: con discendenza;
                  2. Balthazar (1485 - 1559), signore - sposò Anne de Simiane (1490 - 1554):
                    1. François, signore de La Coste, governatore di Marsiglia (1514 - 1589) - sposò Claire de Guérin:
                      1. Claude, signore (1543 - ?) - sposò Marguerite d'Autric:
                        1. Anne - sposò François de Demandolx
                        2. Perrette - sposò Georges de Baroncelli-Javon
                        3. François, barone di Chateauneuf e signore de la Coste (1579 - 2 settembre 1624) - sposò Anne de Simiane, signora di Chateauneuf:
                          1. Joachim (1601 - 1668) - sposò Gabrielle de Brancas:
                            1. Isabelle
                            2. Anne Elizabeth

                          2. Diane (1605 - 1667) - sposò Jean-Baptiste de Sade (1601 - 1669): con discendenza;

                      2. Honorade (5 marzo 1556 - 1579) - sposò Artus II Prunier de Saint André: con discendenza;
                      3. Françoise - sposò Gaspard d'Autric de Vintimille, signore des Baumettes: con discendenza;
                      4. Jean-Baptiste, signore di Maisonforte (? - 1618) - sposò Marie de Portes:
                        1. Claude (c.1591 - 29 marzo 1652) - sposò Louise Faure:
                          1. François (? - 30 settembre 1687) - sposò Marie Anne de Pourroy de Voissan (1640 - 1708):
                            1. Antoine François (1669 - ?) - sposò Marie de Laire de La Tour Goyon:
                              1. François Louis Hector - sposò Marie Esther Emilie de Seveyrac:
                                1. Charles François, conte di Simiane e marchese di Miremont (? - 1787) - sposò  Diane Adelaide de Damas (4 aprile 1756 - ?):
                                  1. Adelaide - sposò Barnard Charles McNelly (11 marzo 1794 - 6 dicembre 1870): con discendenza;
                                  2. Mary - sposò Lewis Turk (? - 1897): con discendenza;

                    2. Marguerite (1520 - 1577) - sposò Melchior de Vintimille, signore de Revest (1502 - 1566): con discendenza;
                    3. Blanche - sposò Laurens de Châteauneuf, seigneur de Mollèges: con discendenza;
                    4. Jean Baptiste
                    5. Claude, signore de La Coste - sposò Anne Catherine de Vétéris:
                      1. Anne - sposò Marc Antoine de Pontevès, signore de Castellar (? - 1624): con discendenza;
                      2. Henri, signore de La Coste (31 gennaio 1582 - 4 novembre 1614) - sposò Angélique de La Cépède:
                        1. Jean - sposò Charlotte de Cambe:
                          1. Jean (? - maggio 1687) - sposò Jeanne de Porcellet:
                            1. Joseph, marchese de Simiane de la Coste (27 aprile 1672 - ?) - sposò Marguerite de Valbelle:
                              1. Angélique - sposò Gaspar de Gueydan (1688 - 1767): con discendenza;

            2. Guinot, signore d'Apt (? - dopo il 1386) - sposò Delphine de Sabran (1360 - 1407):
              1. Bertrand Raimbaud, barone di Caseneuve (1380 - dopo il 1448) - sposò Marguerite de Pontèves (1380 - 1451):
                1. Isabelle (1410 - 1463) - sposò Bertrand de Pontèves (? - 1485): con discendenza;
                2. Raimbaud, barone di Caseneuve (1420 - 1496) - sposò Marguerite Honorate de Vintimille (1430 - ?); sposò poi Francesca Severino:
                  1. (I) Guirand, signore di Caseneuve e Gorges (1460 - dopo il 1536) - sposò Marguerite de Forbin (1460 - ?):
                    1. Bertrand Raimbaud IV, barone di Caseneuve (1485 - 1558) - sposò Pierrette de Pontèves (1497 - 1571) - discendenti vedi sotto: Linea Bertrand Rimbaud IV
                    2. Anne (1490 - 1554) - sposò Balthazar de Simiane, seigneur de La Coste: con discendenza;
                    3. Honorade - sposò Marc de Vintimille, seigneur de Ramatuelle et Bauduen: con discendenza;
                    4. Honorée
                    5. Marguerite

                  2. Marie - sposò Pierre de Forbin, signore de La Barben (? - 1503): con discendenza;
                  3. (II) Marguerite - sposò Marc de Glandevès, de Puymichel (1480 - 1535): con discendenza;

                3. Delphine - sposò Victor de Glandevès, signore de Pourrières: con discendenza;
                4. Metheline - sposò Bertrand III de Grasse, signore du Bar (1375 - 1448): con discendenza;
                5. Guirand IX, signore de Vachères:
                  1. Bertrand, signore (? - dopo il 1522) - sposò Isabel de Grasse:
                    1. Pierre, signore:
                      1. François

            3. Bertrand Raimbaud II - sposò Isabelle d'Agoult, signora di Trets:
              1. Dauphine

            4. Isabelle - sposò Raynaud Artaud de Montauban, signore des Vaux de Beauchéne et d'Ardènnes (1214 - 1283): con discendenza;

          3. Bertrand Raimbaud, signore d'Apt
          4. Tiburge

        2. Tiburge - sposò Guillaume Oger III de Forcalquier, signore d'Oze et de Vitrolles: con discendenza;
        3. Bertrand Rambaud

    2. Guirand IV, signore (? - dopo il 1267):
      1. Mabille - sposò Guillaume III "L'Ancien" de Signes, signore d'Evenos: con discendenza;
      2. Raimbaudette - sposò Raymond Laurenti

  2. Guirand III
2. Raimbaud Guirand - sposò Tiburge d'Orange:
  1. Rostaing, signore di Saint-Martin (? - c.1229) - sposò Rose de Marseille:
    1. Mathilde (c.1182 - ?) - sposò Foulques Ier de Pontevès, signore de Bargème et de Calas (1155 - 1220): con discendenza;
    2. Bertrand Rambaud - sposò Béatrix de Mison:
      1. Bertrand I (1200 - ?), signore di Castillon - sposò Mabille d'Adhémar de Grignan:
        1. Raimbaude (c.1260 - 21 giugno 1313) - sposò Bermond d'Anduze (1260 - 1301): con discendenza;
        2. Roscie - sposò Guillaume Oger I de Sabran, signore de Céreste: con discendenza;
        3. Bertrand-Rambaud

### Bertrand Rimbaud IV
Bertrand Raimbaud IV, barone di Caseneuve (1485 - 1558) - sposò Pierrette de Pontèves (1497 - 1571):
1. Bertrand Rimbaud V, barone di Caseneuve e Gordes (1513 - 1578) - sposò Guyonne Alleman (? - dopo il 1573):
  1. Laurence (1550 - ?) - sposò Rostaing d'Urre, signore d'Ourches: con disc.;
  2. Balthazar, barone di Caseneuve et de Gordes (1562 - 1586) - sposò Anne de Saint-Marcel (? - 1585):
    1. Guillaume, marchese di Gordes e barone di Caseneuve (1582 - 1642) - sposò Gabrielle de Pontèves-Carcès (? - 1656):
      1. François, marchese di Gordes (1622 - 1680) - sposò Anne d'Escoubleau (? - 1681):
        1. Pierre Gabriel (c.1654 - 1677)
        2. Anne-Marie Thérèse - sposò François de Simiane, conte de Moncha e Charles Pot, marquis de Rhodes: con discendenza;
        3. Jacques

      2. Anne
      3. Louis Marie Armand, vescovo di Langres (1633 - 1695)
      4. Marguerite: con discendenza;
      5. Gabrielle Renée (? - 1697)
      6. Anne Susanne (? - 1694)
      7. Thérèse

  3. Charles, signore d'Albigny (? - 17 febbraio 1608) - sposò Matilde di Savoia, marchesa di Pianezza, figlia di Emanuele Filiberto di Savoia:
    1. Carlo Emanuele Filiberto, marchese di Pianezza (1608 - 1677) - sposò Giovanna Arborio:
      1. Carlo Emanuele Filiberto, principe di Montafia e marchese di Pianezza (1634 - 1706) - sposò Giovanna Maria Grimaldi (8 maggio 1644 - 8 ottobre 1694):
        1. Irene Maria Teresa Delfina (18 settembre 1670 - 15 febbraio 1725) - sposò Michele Imperiali, III Principe di Francavilla (16 settembre 1673 - 23 giugno 1738): con discendenza;

      2. Maria Francesca Cristina (? - 1716) - sposò Francesco Lodovico Ferrero Fieschi, principe di Masserano (1638 - 1685): con discendenza;
      3. Irene - sposò Charles Louis de Saint Martin d'Aglié: con discendenza;
      4. Matilde

  4. Marguerite - sposò Antoine II de Clermont, baron de Montoison: con discendenza;
  5. Gaspard
2. Jean, signore di Cabanes
3. François
4. Jean-Baptiste, vescovo di Apt
5. Louise
6. Jean Antoine, signore di Cabanes
7. Claude
8. Pierre
9. Sibille Cécile
10. Balthasar (1533 - 1565)
11. Melchior (1535 - 1557)
12. Aymar, signore de Rochegiron
13. Gaspard, signore d'Evennes e d'Ollioules (? - dopo il 1603) - sposò Catherine Mitte de Miolans:
  1. Charlotte (1599 - ?) - sposò Claude Antoine de Vichy: con discendenza;
  2. Bertrand, conte di Montcha - sposò Louise de Malain:
    1. Marie (? - 1657)
    2. Edme Claude (? - 1676) - Anne Claudine Renée de Ligneville (1630 - 1715):
      1. Marie Louise - sposò Jean Antoine de Tournon, barone de Mastre (1653 - ?): con discendenza;
      2. François, conte di Moncha - sposò Anne-Marie Thérèse de Simiane, marchesa de Gordes:
        1. Anne Marie Christine - sposò Emmanuel Théodose de La Tour d'Auvergne, duca di Bouillon: con discendenza;
14. Baptistine - sposò Louis Asselin: con discendenza;